# Chic (groupe)
Pour les articles homonymes, voir Chic.
Chic est un groupe américain de disco et funk, originaire de New York. Il est formé en 1976 par le guitariste Nile Rodgers et le bassiste Bernard Edwards. Il rencontre un succès mondial à la fin des années 1970 avec des titres comme Le Freak et Good Times, le jeu combiné des deux membres fondateurs étant d'une grande influence sur la musique de l'époque. Parallèlement, au début des années 1980, ils travaillent pour de nombreux artistes à qui ils délivrent des disques « clés en mains » en faisant office de compositeurs, musiciens et producteurs, par exemple avec Diana Ross (le disque Diana en 1980 contient le no 1 Upside Down) ou Sister Sledge (We Are Family). 
Le groupe se sépare en 1983, avant de se reformer en 1992. Bernard Edwards décède d'une pneumonie le 18 avril 1996 après un concert de Chic à Tokyo. Nile Rodgers, devenu un producteur artistique de renom, continue depuis lors à se produire sur scène dans le monde entier avec le groupe « Chic featuring Nile Rodgers » qui interprète ses plus grands succès, ceux qu'il a écrits avec Bernard Edwards et ceux qu'il a produits depuis plus de 40 ans.

## Histoire

### Débuts et succès
Le groupe Chic est surtout celui du bassiste Bernard Edwards et du guitariste Nile Rodgers, tous deux nés en 1952. Après des débuts dans un groupe de RnB, ils décident en 1976 de créer leur propre formation. D'abord sous le nom de The Big Apple Band avec Bobby Carter au chant en 1976, ensuite changé pour des raisons de propriété du nom (Walter Murphy and the Big Apple Band existait déjà) : Edwards trouve le nom, « Chic », et Rodgers écrit avec lui. Avec Tony Thompson (ex-batteur de Patti LaBelle) et la chanteuse Norma Jean Wright, ils enregistrent des maquettes qui seront refusées par de nombreuses compagnies avant d’être acceptées par Atlantic.
Le premier succès commercial de Chic, le maxi Dance, Dance, Dance (Yowsah, Yowsah, Yowsah), contient les ingrédients qui feront la fortune du groupe : la basse et la batterie lourdes, la guitare sautillante, les violons rythmés, les voix sans passion… L’expression « Yowsah, yowsah, yowsah » fait référence aux marathons de danse des années 1920 auxquels participaient les Noirs. La chanson se retrouve naturellement sur le premier album du groupe, Chic, sorti le 22 novembre 1977.
L'album suivant, C'est chic, sorti le 8 novembre 1978, marquera la consécration mondiale du groupe avec le tube Le Freak, qui dépasse les deux millions d’exemplaires et deviendra no 1 pendant trois semaines. Rodgers et Edwards composent cette chanson en colère, après s'être fait refoulés du Studio 54 le soir du réveillon 1977, chantant tout d'abord « Aaaaah Fuck Off ! Fuck Studio 54 !», avant de transformer ces paroles en « Aaaaah Freak Out ! Le Freak, c'est Chic ! ». C’est le single le plus vendu de l'histoire d'Atlantic. À partir de cet album, Norma Jean est remplacée par la chanteuse Luci Martin, accompagnée d’Alfa Anderson (en).
En juin 1979, le single Good Times, tiré de l'album Risqué, est soutenu par une ligne de basse de Bernard Edwards qui sera largement reprise ou copiée, de Sugarhill Gang (Rapper's Delight en 1979) à Queen (Another One Bites the Dust en 1980) ainsi que Wot de Captain Sensible. Le lancement de Rapper's Delight, qui a marqué l'histoire du rap (plus de 15 millions de copies vendues), a d'ailleurs provoqué une polémique : Rodgers et Edwards l'entendent un soir dans une boîte de nuit new-yorkaise, pensant tout d'abord que c'est le DJ qui parle sur leur titre Good Times. S'apercevant qu'il s'agit d'un disque, ils demandent des dommages et intérêts à ses auteurs, démarche qui se solde par une descente armée dans leur studio d'enregistrement. Rodgers et Edwards lancent une action en justice et finissent par être dédommagés.
Mais après 1979, avec la fin du disco, l'immense succès du groupe s'effondre : « nous n'avons plus jamais eu de numéro 1 » précise Nile Rodgers.
L'année 1980 est celle du disque Real People et des multiples triomphes sur les ondes avec Diana Ross et Sister Sledge. En 1981, Take It Off se distingue par le remplacement de la traditionnelle section de cordes (les Chic Strings) par une section de cuivres joués par les Brecker Brothers

### Empreinte sur les succès de l'époque
Le groupe réalise par ailleurs des albums pour d’autres artistes (Rodgers et Edwards faisant office de compositeurs, musiciens et producteurs), notamment celui de sa première chanteuse, Norma Jean Wright (Norma Jean en 1978) ou les Sister Sledge (dont le célèbre We Are Family en 1979). Ils réalisent aussi l’album King of the World avec le tube européen Spacer pour Sheila B.Devotion fin 1979 et un album pour Debbie Harry, ex-chanteuse de Blondie (Koo koo, en 1981), qui sera disque d'or aux États-Unis.
Leur réalisation la plus déterminante reste l’album Diana (1980) pour Diana Ross, avec un titre classé no 1 pop, RnB et disco, Upside Down, suivi de trois autres titres dont I'm Coming Out. En 2003, une réédition de cet album publie à côté du mixage habituellement commercialisé le mixage prévu par Chic mais non avalisé par Motown, la maison de disques de Diana Ross. Les différences éloquentes sont révélatrices de la manière de travailler d'Edwards et Rodgers.
Les albums de Chic qui suivent cette période connaîtront moins de succès. Take It Off (1981), Tongue in Chic, la bande originale du film Soup for One (1982) et Believer (1983) ont très peu de succès. En 1983, les membres du groupe tentent quelques brèves expériences en solo (Adventures in the Land of the Good Groove pour Rodgers et Glad to Be Here pour Edwards), et se consacrent surtout à la réalisation artistique d'autres artistes.
Nile Rodgers s'oriente vers la réalisation de disques pour des chanteurs issus d’autres horizons comme David Bowie (Let's Dance, no 1 dans les clubs en 1983), Madonna (Like a Virgin en 1984), B-52's, Mick Jagger, Jeff Beck (avec Robert Plant et Jimmy Page pour le projet des Honeydrippers), Paul Simon, Al Jarreau, INXS, Grace Jones, tout en continuant à travailler avec Sister Sledge (le n°1 anglais Frankie en 1985) et Diana Ross (son retour à Motown en 1989, Workin' Overtime).
De son côté, Bernard Edwards réalise des chansons pour Rod Stewart, Robert Palmer, Duran Duran, Jody Watley, Nona Hendryx, ABC ou Diana Ross (la chanson Telephone en 1984). En 1987, il réalise aussi les chansons du film La Pie voleuse (Burglar), de Hugh Wilson, avec Whoopi Goldberg. Il réalise aussi les disques du groupe Power Station composé de Robert Palmer, de John and Andy Taylor de Duran Duran et de Tony Thompson, l'ex-batteur de Chic.

### Retour et décès de Bernard Edwards

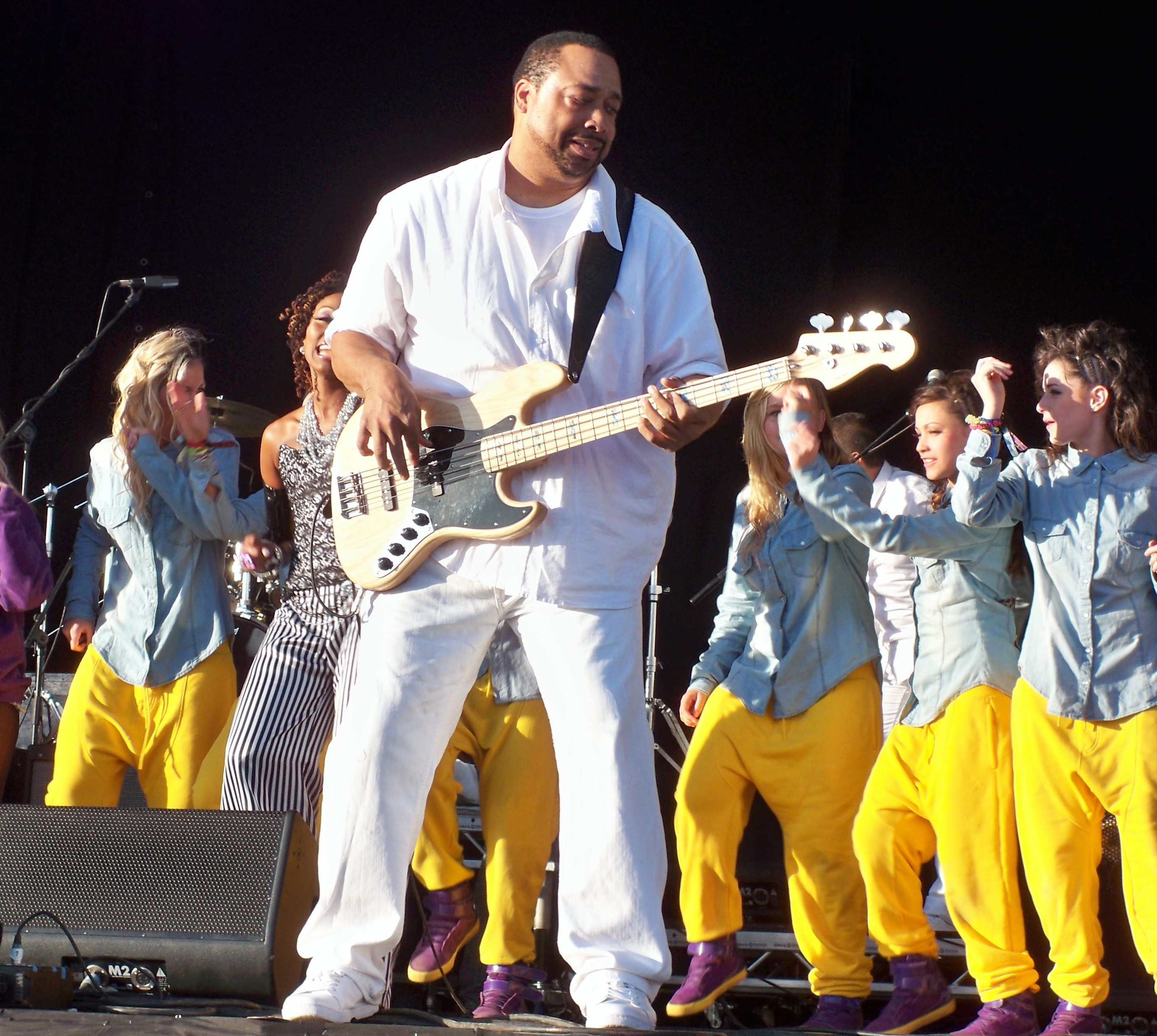
Jerry Barnes, l'actuel bassiste de Chic.

Au début des années 1990, Rodgers et Edwards reforment le groupe et enregistrent de nouveaux albums. Le grand retour se fera début 1992 avec Chic-ism, un album où seuls Edwards et Rodgers incarnent la formation originelle. L'album est porté par le titre Chic Mystique, qui se classe no 1 dance en février de cette année.
Distingué au Japon pour ses activités de réalisateur artistique, Nile Rodgers est invité à s'y produire avec le groupe en avril 1996. Chic donne un concert au Budokan de Tokyo, où Bernard Edwards avoue se sentir mal. I've got the Tokyo Flu (« j'ai la grippe de Tokyo ») lâche-t-il au micro. Au lendemain de ce spectacle immortalisé sur disque et DVD (Chic Live at the Budokan), Edwards est retrouvé mort dans sa chambre d'hôtel par son partenaire, foudroyé par une pneumonie à 43 ans, le 18 avril 1996.
Après le décès d'Edwards, Atlantic édite des remixes (sur la compilation générale du label Everybody dance ! Remixed dance classics de 1998) et des compilations du groupe. En 1999 sort le premier album en public de Chic, Live at the Budokan, enregistrement de ce concert d'avril 1996 à Tokyo, la veille du décès de Bernard Edwards avec des invités comme les Sister Sledge, Steve Winwood et Slash (solo guitare sur Le Freak).
Au total, Chic compte plus de quarante millions de disques vendus[réf. nécessaire].

### Années 2010–2020

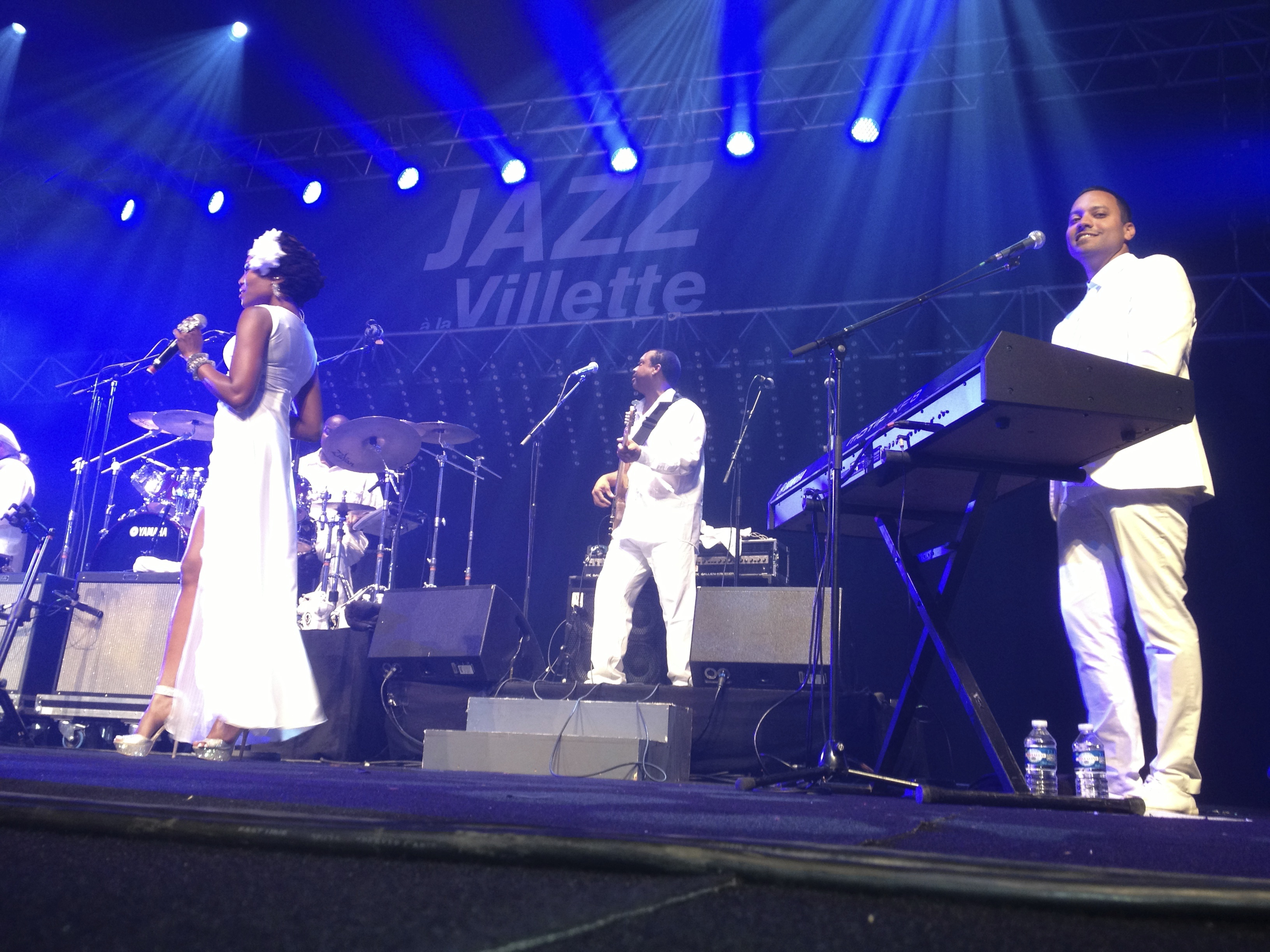
Chic en concert à Paris le 10 septembre 2013. Au premier plan, Selan Lerner (claviers et chant). À la batterie : Ralph Rolle.

Dans les années 2010, Nile Rodgers, revenu en haut de l'affiche grâce à sa collaboration avec Daft Punk sur l'album Random Access Memories et plus particulièrement au tube Get Lucky (2013) pour lequel il reçoit trois Grammy Awards, continue à se produire sur scène dans le monde entier où il interprète le répertoire de Chic et quelques-uns des principaux hits qu'il a produits depuis plus de 30 ans avec de nouveaux musiciens : Ralph Rolle (batterie et chant), Jerry Barnes (basse et chant), Richard Hilton (claviers et chant), Bill Holloman (saxophone) et Don Harris (trompette), Folami Thompson et Kimberly Davis (chant).
Le groupe sort un single intitulé I'll Be There (en) en 2015.

## Influences
L’apport de Chic à la dance est décisif particulièrement dans le traitement de la basse ou de la guitare. On retrouve son influence dans des groupes aussi divers que Queen, Change, Wham! ou les Argentins IIlya Kuryaki & the Valderramas.
Leur chanson assez obscure Soup for One est devenue Lady (Hear Me Tonight) (2000) du groupe Modjo, qui utilisera Le Freak pour son titre suivant, Chillin'. Difficile de répertorier le nombre de phrases de basse, de parties de cuivres ou d’envolées de cordes reprises par les DJ et les rappeurs.

## Discographie

### Albums studio
- 1977 : Chic
- 1978 : C'est chic
- 1979 : Risqué
- 1980 : Real People
- 1981 : Take It Off
- 1982 :  Tongue in Chic
- 1983 : Believer
- 1992 : Chic-ism
- 2018 : It's About Time